# 이바노 발리치
이바노 발리치(크로아티아어: Ivano Balić, 1979년 4월 1일~)는 크로아티아의 핸드볼 선수, 지도자로 현역 시절 당시 포지션은 센터백이다. 핸드볼 역사상 가장 위대한 선수 중 한 명으로 2003년과 2006년에 국제 핸드볼 연맹(IHF)이 선정한 올해의 선수로 뽑혔으며, IHF 선수상을 2회 수상한 단 4명 뿐인 남자 선수 중 한 명이다. 프로 선수로서 크로아티아 핸드볼 리그, 리가 아소발, 핸드볼 분데스리가에서 활약했으며, 크로아티아 리그 4회, 리가 아소발 1회, EHF 챔피언스리그 준우승 1회 달성했다.
국제 대회에 크로아티아 국가대표팀의 일원으로 참가하였으며, 2004년 하계 올림픽 금메달, 2012년 하계 올림픽 동메달, 2003년 세계 선수권 대회 금메달, 2005년, 2009년 세계 선수권 대회 은메달을 획득했고, 유럽 핸드볼 선수권 대회 은메달 2개, 동메달 1개를 획득했다. 또한 2004년부터 2007년까지 주요 국제 대회(올림픽, 세계 선수권, 유럽 선수권)에서 최우수 선수상(MVP)을 독점하며 5회 연속으로 대회 MVP로 선정되었다.